# ごんざ
ごんざとは、日本の郷土料理。

## 奈良県
ごんざは奈良県の郷土料理で、大根、にんじん、里芋などの根菜類と、厚揚げ、こんにゃく、昆布などを醤油味の出汁で煮込んだ行事食である。
大和国中（くんなか）の農村では、秋祭りの宵宮に季節の収穫物を炊いた醤油味の煮物を大量に作り、お神酒と共に氏神に供えて氏子中で食べる習慣がある。また、浄土宗の寺院で10月 - 11月に行われる十夜法要の際にも、小豆粥と共に食べられていた。

### 名前の由来
「ごんざ」という名前の由来には次の2説がある。
- 「ごった煮」の「ごった」がなまって「ごんざ」と呼ばれるというもの。
- 秋祭りに氏神に供えて共にいただく意味からこの料理を「権座（ごんざ）」と呼ぶというもの。

### 類する料理
- 奈良市内で春日若宮おん祭の際に食べられる行事食「のっぺ（奈良のっぺ）」もほぼ同様の料理であるが、奈良のっぺは昆布と椎茸出汁の精進料理となっている。
- 里芋・大根・ごぼう・こんにゃく・クジラのコロを煮干しの出汁で煮る「ごちゃ炊き」という料理があり、ごんざから派生した料理とも言われる[2]。

### ごんざが登場する作品
映画『GONZA』（千村利光監督、2023年）：「ごんざ」が映画タイトルの由来であると共に、作品テーマと関わる重要な食べ物として扱われている。

## 福井県
ごんざは、福井県の郷土料理で、打豆とダイコンの煮物である。ごんじなます、ごんべとも呼ばれる。鯖江市、越前市ではこじわりと呼ばれる。ばばころしと呼ぶ地域もある。
報恩講の際に食される精進料理としても出されるため、馴染み深い料理である。

### 名前の由来
- 「ごんざぶろう」という名前の人物が作ったことから「ごんざ」[5]。
- 太く切った千切りが、すりこぎを思わせることから、すりこぎを意味する「ごんべ」と呼ばれるようになった[5][6]。
- 美味しいので食べ過ぎて死んでしまうことから「ばば殺し」[6]。

「こじわり」の由来は不明。